# Kshetri

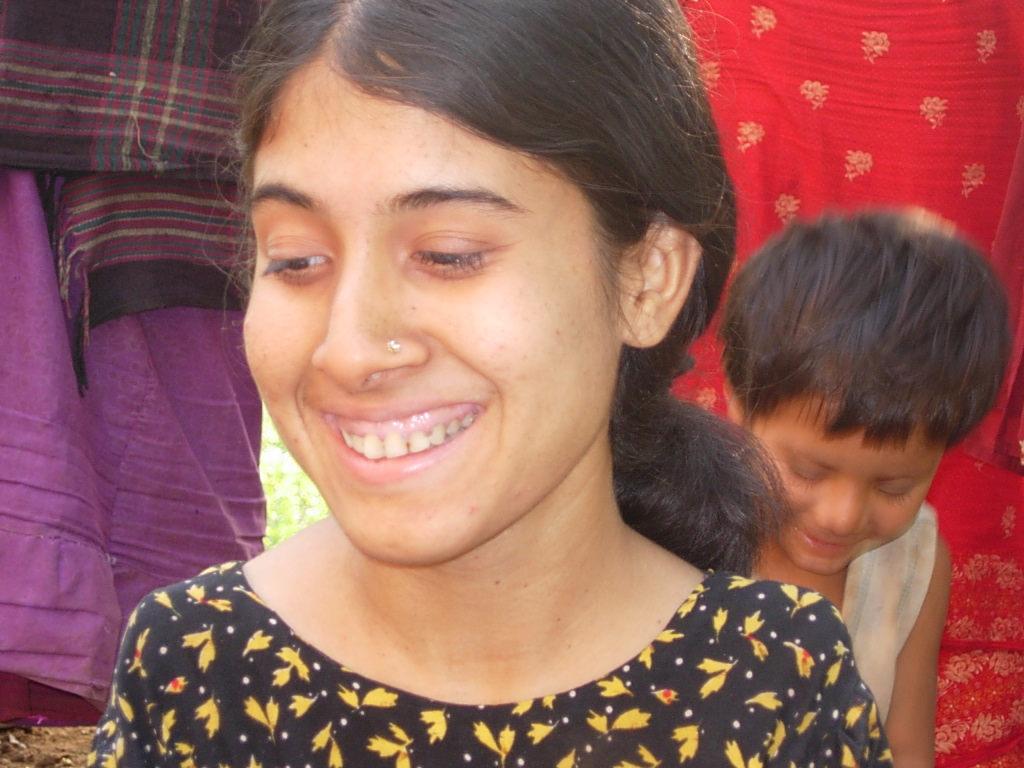
una Kshetri nina

Kshetri or Chhetri (en nepalí: क्षेत्री) grupo de personas pertenecientes a la casta Kshatriya en el grupo de Khas, un grupo etno-lingüístico indo-ario. Generalmente, el Parvate / Pahari (montañoso) Kshatriyas se llaman como Kshatriyas o Khas Kshatriyas. Kshetri/Chhetri es considerado derivado directo de Kshatriya. Muchos historiadores llamaron Kshetris como Khas Rajputs. Kshetris/Chhetris sirvió como gobernantes, administradores, gobernadores y guerreros según su casta. Fueron capaces de dominar la mayor parte de la historia nepalesa a través de monopolizar el gobierno y el ejército hasta el año 1951 d. C. Después de la democracia en Nepal, los kshatriyas seguían siendo visibles en el gobierno, especialmente dominando el gobierno de Panchayati y aún monopolizando a los militares.

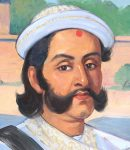
Kshetri Prime Minister Mathabar Singh Thapa, leader of Thapa Khalak dynasty

De acuerdo con 1854  Muluki Ain  (Código Legal) de Nepal, Kshetris pertenecen a  portadores sagrados de hilos  (Yagyopavit) y  dos veces nacidos  (Dvija)

## Kshetri/Chhetri nom de familie
Adhikari, Bagale, Baruwal, Basnyat/Basnet, Bhandari, Bista/Bisht, Budha, Budhathoki, Chauhan, Chhetri, Chiluwal, Deuja, Godar, Kalikote, Karki, Katawal, Kadayat, Kathayat, Khadka, Khatri/Khatri Chhetri (K.C.), Khulal, Kshetri, Kunwar, Mahat, Mahatara, Marhattha, Pande, Punwar, Rana, Ranabhat, Rathor, Raut/Rawat, Rawal, Rayamajhi, Rokaya/Rokka, Silwal, Suyal, Tandon, Thapa, etc.